# Robin Nicholson (métallurgiste)
Robin Buchanan Nicholson, né le 12 août 1934 et mort le 15 novembre 2024, est un métallurgiste industriel et universitaire britannique, qui est Conseiller scientifique en chef du Gouvernement britannique, de 1983 à 1985. Il rejoint ensuite le conseil d'administration de Rolls-Royce, où il siège jusqu'en 2005. Il est également membre non exécutif du conseil d'administration de BP et de Pilkington.

## Biographie
Nicholson est né à Sutton Coldfield, Warwickshire de Carroll Nicholson et Nancy Esther Levi. Après avoir fréquenté la Oundle School, Nicholson étudie les sciences naturelles au St Catharine's College de Cambridge, obtenant un BA en 1956, suivi d'un doctorat en métallurgie en 1959.
Il est membre du Christ's College de Cambridge de 1962 à 1966 et est nommé maître de conférences en métallurgie à Cambridge en 1964, avant de devenir professeur de métallurgie à l'Université de Manchester en 1966. Il rejoint la filiale européenne de la société de nickel Inco en 1972, d'abord pour être le directeur de son laboratoire de recherche, devenant administrateur en 1975, et directeur général de 1976-1981.
Il est élu en 1980 membre de la Royal Academy of Engineering.
En 1981, il rejoint le Central Policy Review Staff du Cabinet Office, avant de devenir Conseiller scientifique en chef du Gouvernement britannique de 1983 à 1985. Il est également membre du Conseil de recherche scientifique et technique (SERC) de 1978 à 1981 et membre du Conseil du gouvernement britannique pour la science et la technologie (CST) depuis sa création en mars 1993 jusqu'en mars 2000. Il est élu membre de la Royal Society en mars 1978.
Il rejoint ensuite le secteur privé, devenant administrateur de Pilkington et Rolls-Royce en 1986 ; et BP en 1987, où, en tant que président du comité de rémunération jusqu'en 2005, il est à plusieurs reprises la cible de critiques publiques pour avoir approuvé de fortes augmentations de la rémunération des dirigeants.
Nicholson est élu membre de l'Académie nationale d'ingénierie des États-Unis en 1983, avec une citation pour son leadership dans la politique d'ingénierie gouvernementale / industrielle, dans la bio-ingénierie, dans la théorie du durcissement par précipitation dans les métaux (son domaine de recherche au début des années 1960), et dans les systèmes de matériaux d'énergie solaire.
Nicholson est le premier président de la National Energy Foundation, depuis sa création en 1988 jusqu'à son remplacement par Mary Archer en 1990 ; il reste membre de son conseil d'administration jusqu'en 1996.
En 1998, il publie Science and Technology in the United Kingdom dans la série Cartermill Guides to World Science & Technology.
Nicholson est membre du conseil de l'Université d'Exeter jusqu'en 2011.
En 1958, Nicholson épouse Elizabeth Mary Caffyn, fille de Sir Sydney Caffyn. Ils ont deux filles, Jennifer et Helen, ainsi qu'un fils, Timothy. Elizabeth Mary est décédée en 1988.